# Марінмюнстер
Марінмюнстер (нім. Marienmünster) — місто в Німеччині, знаходиться в землі Північний Рейн-Вестфалія. Підпорядковується адміністративному округу Детмольд. Входить до складу району Гекстер.
Площа — 64,35 км2. Населення становить 4903 ос. (станом на 31 грудня 2020).

## Географії

### Сусідні міста та громади
Марінмюнстер межує з 5 містами / громадами:
- Шидер-Шваленберг
- Гекстер
- Бракель
- Ніегайм
- Штайнгайм

## Галерея

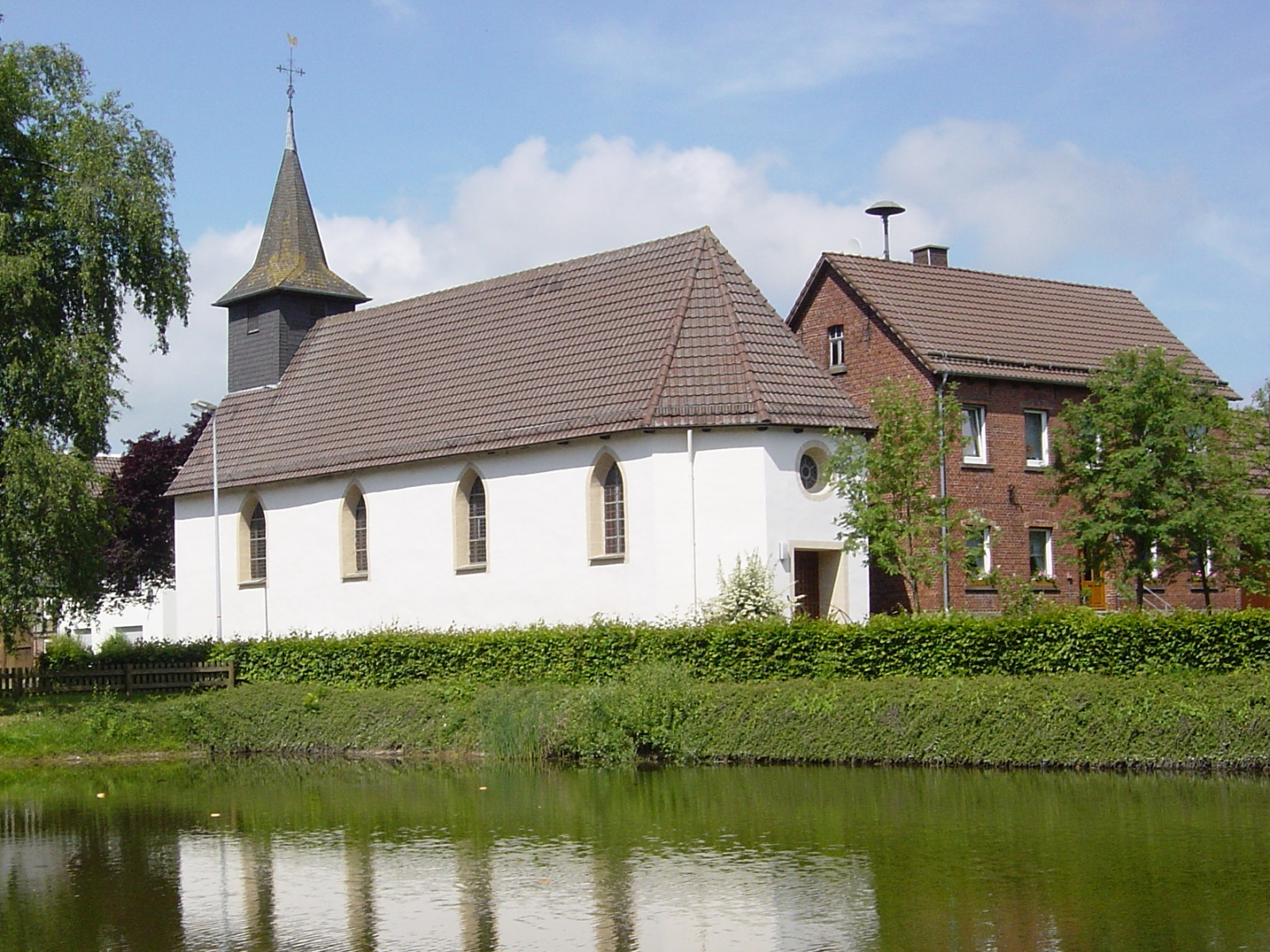
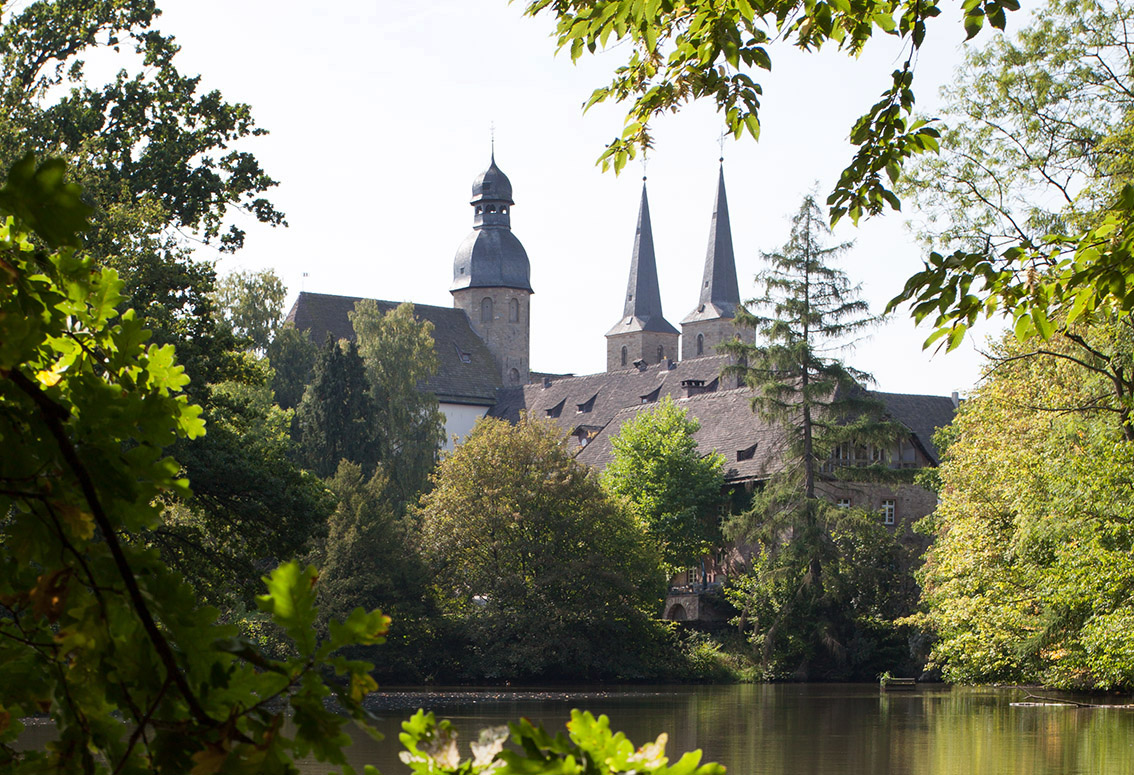
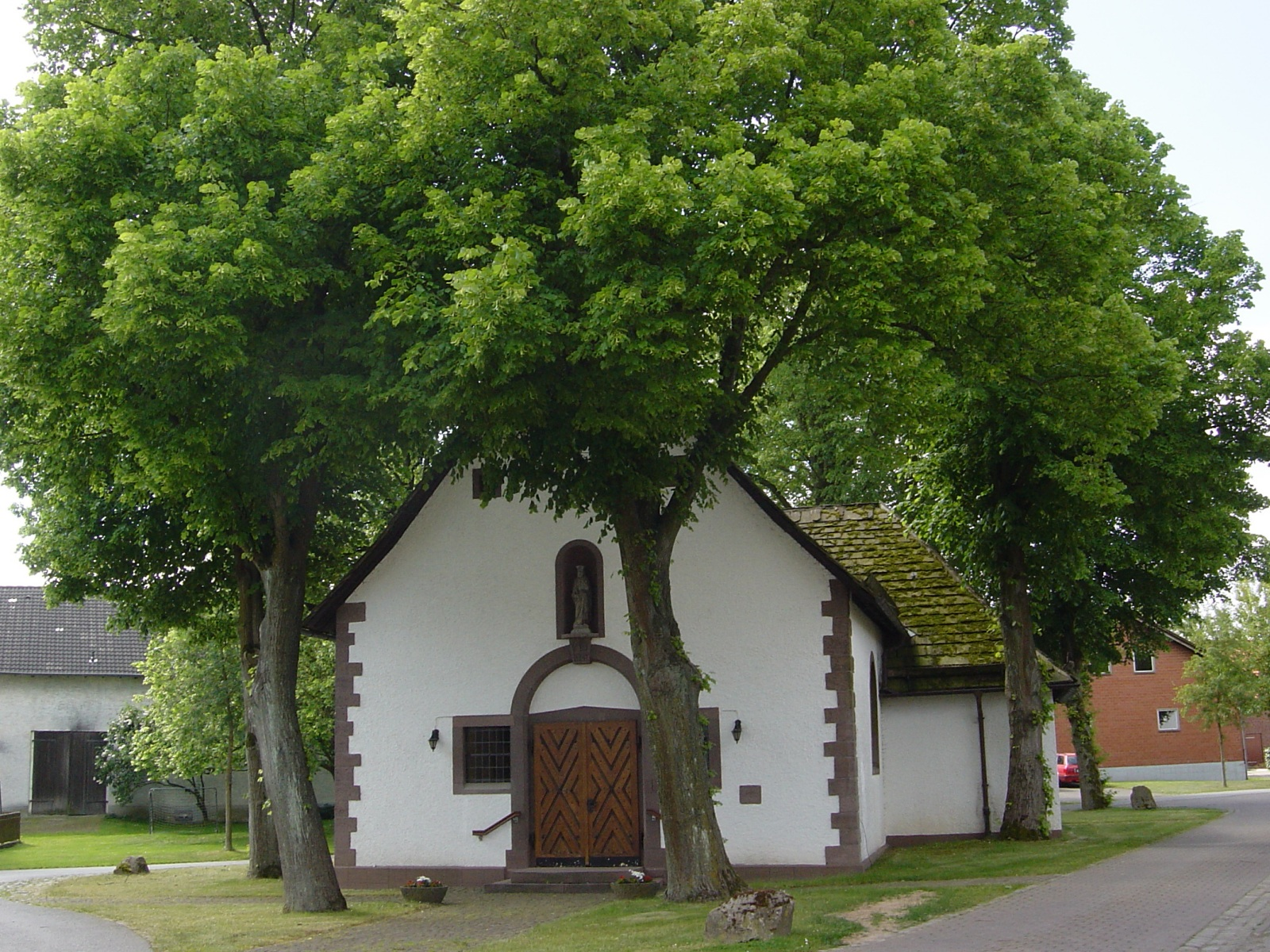
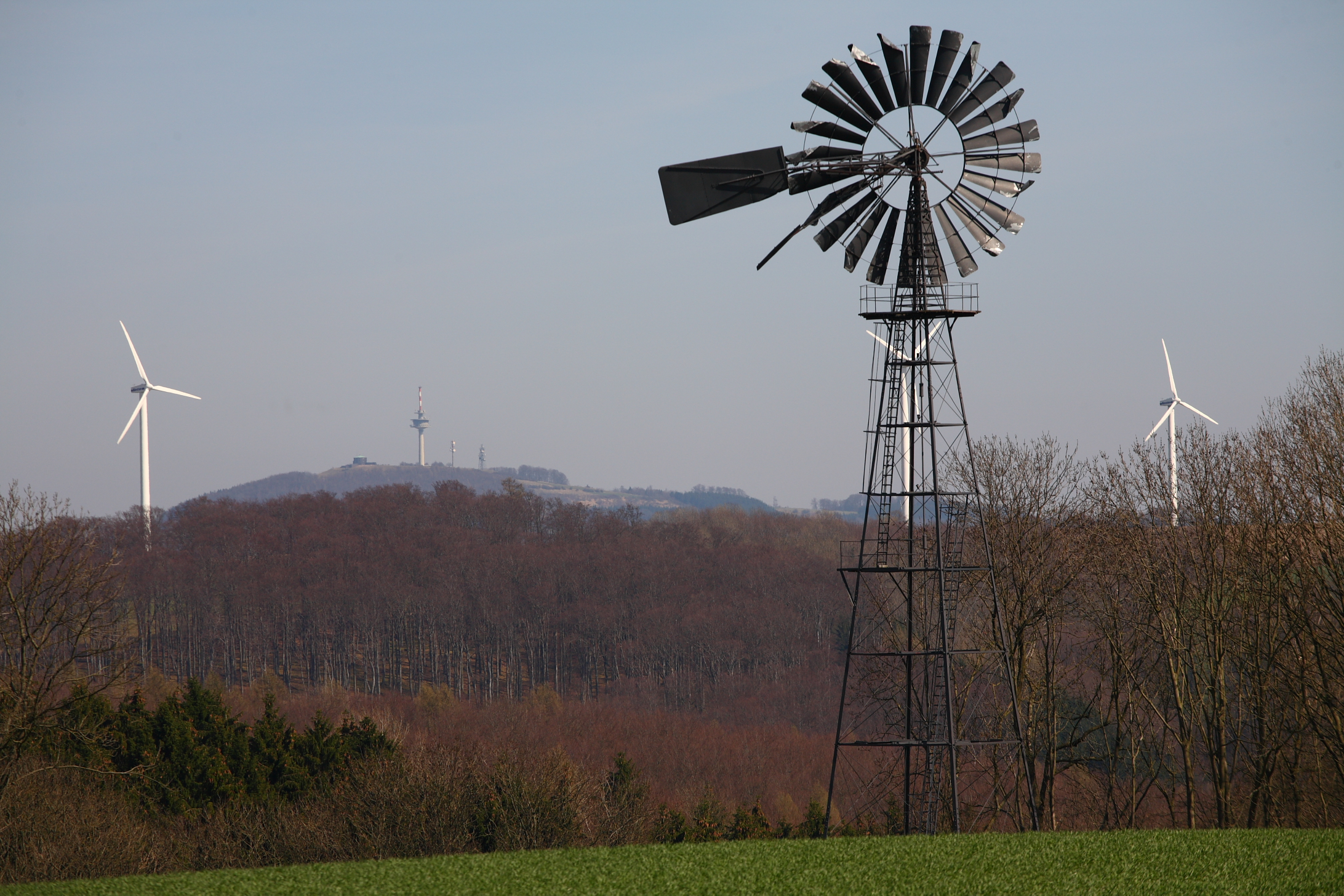
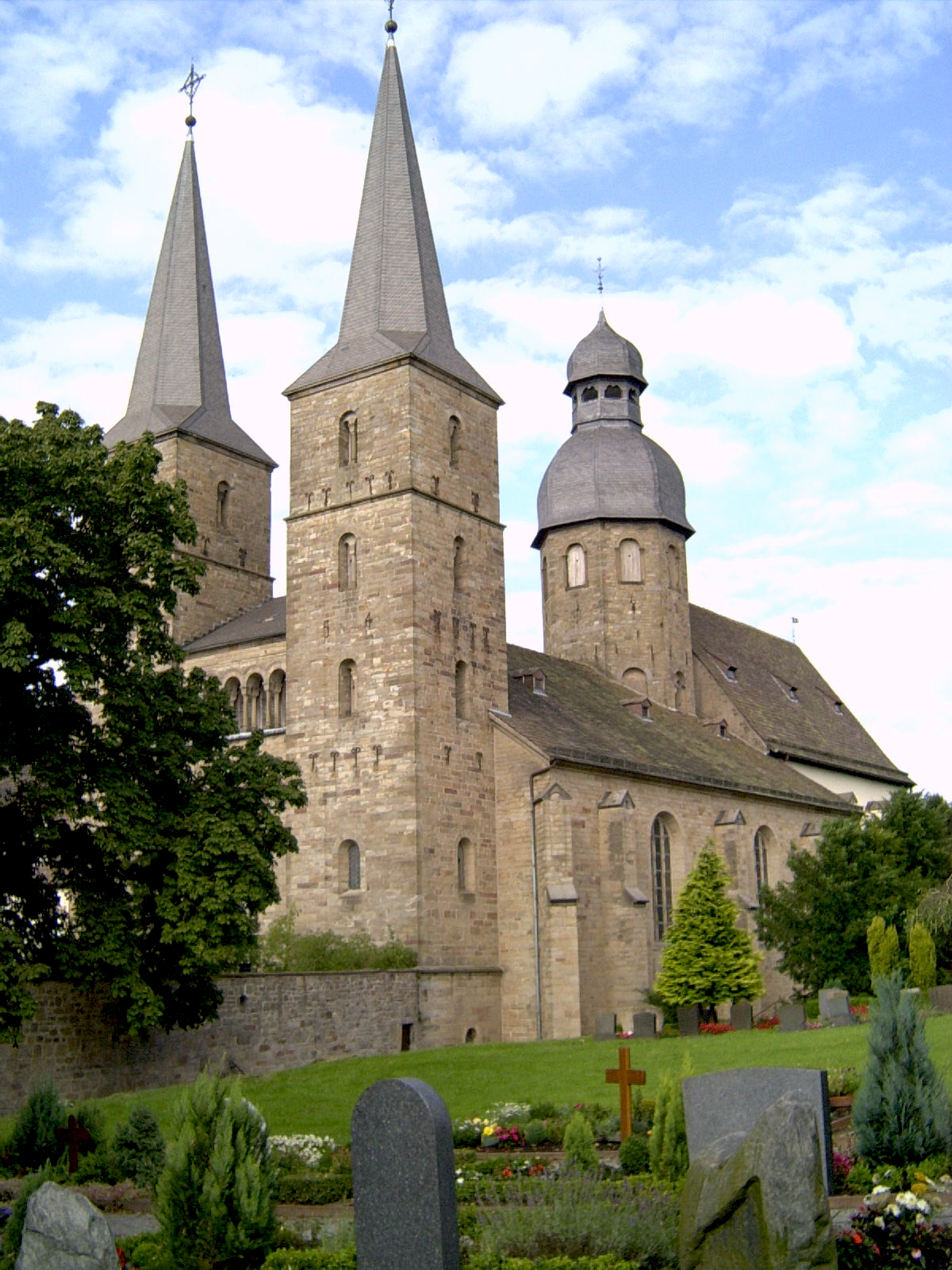

### Адміністративний поділ
Місто  складається з 13 районів:
- Альтенберген
- Борн
- Бремерберг
- Бреденборн
- Айльферзен
- Гросенбреден
- Гоегаус
- Кляйненбреден
- Коллербек
- Левендорф
- Мюнстерброк
- Папенгефен
- Ферден